# Glen Thomson
Glen Edward Thomson (nascido em 12 de julho de 1973) é um ciclista neozelandês que compete no ciclismo de pista. Competiu nos Jogos da Commonwealth de 1998, conquistando a medalha de ouro na corrida por pontos, anteriormente havia participado nos Jogos da Victoria 1994 no Canadá, obtendo a medalha de bronze na perseguição por equipes, ao lado de Brendon Cameron, Julian Dean e Lee Vertongen.
Nos Jogos Olímpicos de Verão de 2000, terminou em sétimo na corrida por pontos.